# Stoney (album)
Pour les articles homonymes, voir Stoney.
Albums de Post Malone
Beerbongs & Bentleys
(2018)
Singles
1. White Iverson
Sortie : 14 août 2015
2. Too Young
Sortie : 9 octobre 2015
3. Go Flex
Sortie : 21 avril 2016
4. Deja Vu
Sortie : 8 septembre 2016
5. Congratulations
Sortie : 31 janvier 2017
6. I Fall Apart
Sortie : 17 octobre 2017

Stoney est le premier album studio du rappeur américain Post Malone, sorti le 9 décembre 2016.

## Accueil commercial
La semaine de sa sortie, Stoney entre dans le classement américain Billboard 200 en sixième position avec 58 000 unités, dont 19 000 ventes pures. La même semaine, l'album est écouté 51.7 millions de fois en streaming, ce qui correspond à 34 000 équivalent-vente. En 2019, après 77 semaines, il devient l'album étant resté le plus longtemps dans le top 10 du classement des albums RnB/Hip-Hop aux États-Unis.

## Pistes
| Stoney - Standard edition | Stoney - Standard edition              | Stoney - Standard edition                                                                                            | Stoney - Standard edition             | Stoney - Standard edition | Stoney - Standard edition | Stoney - Standard edition | Stoney - Standard edition | Stoney - Standard edition | Stoney - Standard edition |
| No                        | Titre                                  | Auteur | Producteur(s)                         | Durée                     |                           |                           |                           |                           |                           |
| ------------------------- | -------------------------------------- | --- | ------------------------------------- | ------------------------- | ------------------------- | ------------------------- | ------------------------- | ------------------------- | ------------------------- |
| 1.                        | Broken Whiskey Glass                   | - Austin Post - Trocon Roberts - Masamune Kudo - Idan Kalai                                                          | - FKi 1st - Rex Kudo                  | 3:53                      |                           |                           |                           |                           |                           |
| 2.                        | Big Lie                                | - Post - Dijon McFarlane - Nicholas Audino - Lewis Hughes - Te Whiti Warbrick - Louis Bell - Carl Rosen              | - DJ Mustard - Twice as Nice - Bell   | 3:27                      |                           |                           |                           |                           |                           |
| 3.                        | Deja Vu (en) (featuring Justin Bieber) | - Post - Justin Bieber - Adam Feeney - Anderson Hernandez - Matthew Tavares - Kaan Gunesberk - Julian Swirsky - Bell | - Frank Dukes - Vinylz                | 3:54                      |                           |                           |                           |                           |                           |
| 4.                        | No Option                              | - Post - Idan Kalai - Roberts - Bell - Bieber - Michael Hancock - Michael McGinnis - Christopher Rude                | - Cashio - FKi 1st - Bell             | 2:59                      |                           |                           |                           |                           |                           |
| 5.                        | Cold                                   | - Post - Feeney - Roberts                                                                                            | - FKi 1st - Frank Dukes - Bell        | 4:28                      |                           |                           |                           |                           |                           |
| 6.                        | White Iverson                          | - Post - Roberts - Kudo - Dre London                                                                                 | - Post Malone - Rex Kudo              | 4:16                      |                           |                           |                           |                           |                           |
| 7.                        | I Fall Apart (en)                      | - Post - Carlo Montagnese - William Walsh                                                                            | Illangelo                             | 3:43                      |                           |                           |                           |                           |                           |
| 8.                        | Patient                                | - Post - Bell - Rosen                                                                                                | Bell                                  | 3:14                      |                           |                           |                           |                           |                           |
| 9.                        | Go Flex (en)                           | - Post - Ryan Vojtesak - Kudo - Kalai                                                                                | - Charlie Handsome - Rex Kudo         | 2:59                      |                           |                           |                           |                           |                           |
| 10.                       | Feel (featuring Kehlani)               | - Post - Kehlani Parrish - Kalai - Vojtesak - Roberts                                                                | - Cashio - Charlie Handsome - FKi 1st | 3:17                      |                           |                           |                           |                           |                           |
| 11.                       | Too Young (en)                         | - Post - Michael Hernandez - Justin Mosley                                                                           | - Foreign Teck - Mosley               | 3:57                      |                           |                           |                           |                           |                           |
| 12.                       | Congratulations (featuring Quavo)      | - Post - Quavo - Leland Wayne - Feeney - Bell                                                                        | - Metro Boomin - Frank Dukes - Bell   | 3:40                      |                           |                           |                           |                           |                           |
| 13.                       | Up There                               | - Post - Pharrell Williams - Bell - Rosen                                                                            | - Williams - Bell                     | 3:14                      |                           |                           |                           |                           |                           |
| 14.                       | Yours Truly, Austin Post               | - Post - Bell - Jahphet Landis - Leon Thomas                                                                         | - Bell - Roofeeo - Thomas             | 3:39                      |                           |                           |                           |                           |                           |
| 50:40                     |                                        | |                                       |                           |                           |                           |                           |                           |                           |

| Stoney - Deluxe edition (bonus tracks) | Stoney - Deluxe edition (bonus tracks)   | Stoney - Deluxe edition (bonus tracks) | Stoney - Deluxe edition (bonus tracks) | Stoney - Deluxe edition (bonus tracks) | Stoney - Deluxe edition (bonus tracks) | Stoney - Deluxe edition (bonus tracks) | Stoney - Deluxe edition (bonus tracks) | Stoney - Deluxe edition (bonus tracks) | Stoney - Deluxe edition (bonus tracks) |
| No                                     | Titre                                    | Auteur                                 | Producteur(s)                          | Durée                                  |                                        |                                        |                                        |                                        |                                        |
| -------------------------------------- | ---------------------------------------- | -------------------------------------- | -------------------------------------- | -------------------------------------- | -------------------------------------- | -------------------------------------- | -------------------------------------- | -------------------------------------- | -------------------------------------- |
| 15.                                    | Leave                                    | - Post - Kudo - Vojtesak - Kalai       | - Charlie Handsome - Rex Kudo - Cashio | 5:24                                   |                                        |                                        |                                        |                                        |                                        |
| 16.                                    | Hit This Hard                            | - Post - Roberts - Montagnese - Walsh  | Illangelo                              | 4:09                                   |                                        |                                        |                                        |                                        |                                        |
| 17.                                    | Money Made Me Do It (featuring 2 Chainz) | - Post - Roberts - Tauheed Epps        | - FKi 1st - Bell                       | 3:44                                   |                                        |                                        |                                        |                                        |                                        |
| 18.                                    | Feeling Whitney                          | - Post - Andrew Watt                   | - Watt - Bell                          | 4:17                                   |                                        |                                        |                                        |                                        |                                        |
| 68:14                                  |                                          |                                        |                                        |                                        |                                        |                                        |                                        |                                        |                                        |

## Classements
| Classement (2016–18)                | Meilleure position |
| ----------------------------------- | ------------------ |
| Allemagne (Media Control AG)        | 72                 |
| Australie (ARIA)                    | 5                  |
| Belgique (Flandre Ultratop)         | 175                |
| Canada (Canadian Albums)            | 5                  |
| Danemark (Tracklisten)              | 2                  |
| Écosse (OCC)                        | 97                 |
| États-Unis (Billboard 200)          | 4                  |
| États-Unis (Top R&B/Hip-Hop Albums) | 1                  |
| Finlande (Suomen virallinen lista)  | 7                  |
| France (SNEP Megafusion)            | 99                 |
| Italie (FIMI)                       | 47                 |
| Norvège (VG-lista)                  | 2                  |
| Nouvelle-Zélande (RIANZ)            | 3                  |
| Pays-Bas (Mega Album Top 100)       | 37                 |
| Royaume-Uni (UK Albums Chart)       | 10                 |
| Suède (Sverigetopplistan)           | 2                  |

## Certifications
| Pays              | Certification | Unités certifiées |
| ----------------- | ------------- | ----------------- |
| États-Unis (RIAA) | 5 × Platine   | 5 000 000         |
| France (SNEP)     | Or            | 50 000            |